# António Parreira
António Parreira Costa (Santa Margarida da Serra, 13 de junho de 1944) é um professor e intérprete de guitarra portuguesa português.

## Biografia
Parreira, que tem dois filhos (Paulo e Ricardo), passou na década de 1970 a integrar diversos elencos locais que se apresentaram em restaurantes. A sua primeira aparição na televisão portuguesa foi no programa Zip-Zip em 1970. Em seguida, participou em vários espectáculos nacionais e internacionais, entre outros na Radio y Televisión Española, no programa Festival da TV Globo, no  Festival das Nações” em Joanesburgo e no Festival da Cruz Vermelha em Nova Iorque. Na época tocou também durante três semanas no Casino de Monte Carlo
Em 1973 lançou o seu álbum de estreia intitulado Guitarras de Portugal. Desde então acompanhou vários fadistas e instrumentistas notórios (entre outros Amália Rodrigues, António Mourão, Alfredo Marceneiro e Manuel de Almeida) e participou em dezenas de gravações.
Desde 2001 é professor da Escola de Guitarra do Museu do Fado, em Lisboa.

## Reconhecimento
Foi uma das 50 figuras do fado e da guitarra portuguesa homenageadas, em 2012, aquando da celebração do primeiro aniversário do fado enquanto Património Imaterial da Humanidade, tendo nessa altura recebido a Medalha Municipal de Mérito (Grau Ouro), da cidade de Lisboa. 

## Ligações Externas
- Museu do Fado | António Parreira - Guitarras para Amália (2023)
- Arquivos RTP | António Parreira e Marta Pereira da Costa, entrevistados por Luís Ramos, no programa Entre Nós da ANTENA1 (2001)